# Flare (ユニット)
Flare（フレア）は、姉RENAと妹ANNAの姉妹で構成されたヴォーカル＆ダンスユニット。

## 来歴
- 共に宮崎県出身の2人は幼い頃からクラシックピアノとダンスを習い、後にブラックミュージックの影響を受ける。
- 2005年にダンスユニットとして活動を開始。海外留学やライブ活動などで実力を付けながら、あらゆるメディアで多彩に活動している。

## メンバー
- RENA（れな、1981年9月14日 - ）
  - 姉。A型。身長：164cm。既婚。
- ANNA（あんな、1985年3月10日 - ）
  - 妹。血液型A型。身長：162cm。

## 出演

### ライブ
- 2006年10月：「宮崎県清武町文化会館」8周年記念事業でライブステージ
- 2009年8月：「神宮外苑花火大会」軟式球場にて芋洗坂係長とライブステージ
- 2010年8月：名古屋開府400年記念イベント
- 2010年9月：宮崎県青島国際ビール祭り

### ラジオ番組
- Flare Times（宮崎放送・2010年10月3日〜）